# Thouars
Thouars es una comuna nueva francesa situada en el departamento de Deux-Sèvres, de la región de Nueva Aquitania.

## Geografía
La ciudad de Thouars se encuentra al norte del departamento de Deux-Sévres, se halla sobre una meseta que domina el Thouet (río que es afluente del Loira. Está cerca (30/35 km) de Bressuire, Parthenay, Saumur y  Loudun. Thouars está a unos 50 minutos (por carretera) de las grandes capitales del Oeste: Niort, Poitiers, Angers.

### Cercanías de Thouars
Próximos a Thouars (8 kilómetros) se encuentra el castillo de Oiron
- Toarcien (en Sainte-Radégonde)
- Iglesia de Saint-Jouin de Saint-Jouin-de-Marnes
- Lago de Moncontour
- Futuroscope
- Marais Poitevin
- Puy du Fou

## Historia
- Ciudad de origen galo-romana, fue destruida por Pipino el Breve. Durante la guerra de los Cien Años perteneció tanto a Inglaterra como a Francia.
- Vizcondado, pasó a ser ducado patrimonial de La Trémoille en el siglo XVI
- Durante las Guerras de religión fue la ciudadela del partido Protestante. Thouars era un bastión hugonote.
- Thouars fue ocupada durante las guerras de Vendée.
- El 1 de enero de 2019 pasó a ser una comuna nueva al absorber las comunas de Mauzé-Thouarsais, Missé y Sainte-Radegonde.[3]

## Demografía
Según los datos aportados en la resolución del prefecto de Deux-Sèvres, la comuna se crea con 14 538 habitantes.

## Composición
| Comuna fusionada | Código INSEE | Población (2016) | Superficie (km²) | Densidad (hab./km²) |
| ---------------- | ------------ | ---------------- | ---------------- | ------------------- |
| Mauzé-Thouarsais | 79171        | 2176             | 49.53            | 44                  |
| Missé            | 79178        | 828              | 12.34            | 67                  |
| Sainte-Radegonde | 79292        | 1838             | 7.52             | 244                 |
| Thouars          | 79327        | 14055            | 12.09            | 1162                |

## Economía
Con una tasa de paro inferior a la media nacional, el Thouarsais goza de una próspera economía. El número de interinos es especialmente elevado así como el de los trabajadores de temporada durante el cultivo del melón. Las dos productoras más importantes son: Sol Dive y Rouge Gorge, que representan por sí solos más del 10 % de la producción nacional. La viticultura tiene, también, gran importancia. Cuenta con una treintena de campos que abarcan unas 750 hectáreas de viñas.
La estructura económica es densa y está diversificada, las empresas se dedican a diferentes actividades. La industria está representada por el PMI, cuyo centro es, en su mayor parte, local. El desarrollo económico es, principalmente, de tradición endógena. Thouars cuenta con florecientes industrias como Asselin, Compagnie Européenne des Emballages R. Schisler, Loeul et Piriot….

## Patrimonio
- Castillo de los duques de La Trémoille: el castillo tiene un invernadero y su propia capilla.
- Las murallas. La ciudad posee unas importantes murallas de los siglos XII y XIII y varios torreones.
- Torres del príncipe de Gales: depósito de víveres para la guarnición. Más tarde convertido en prisión para los contrabandistas de sal.
- Torre Porte o de los Prebostes (la armada de Gueslin entró en la misma el 30 de noviembre de 1372. Torre rectangular del siglo XII a la que se añadió, en el siglo XIII una torre de estilo Plantagenet con dos torrecillas en la base.
- Dos iglesias de los siglos XV y XII respectivamente:
  - Iglesia de Saint- Médard
  - Iglesia de Saint-Laon (en la que se halla la tumba de Margarita de Escocia primera esposa de Luis XI de Francia. Campanario del siglo XII
- Palacio particular Tyndo (finales del siglo XV
- Museo Henri-Barré.
- Camping de Thouars, situado a orillas del río Thouet.
- Molino de Crevant.

### Distinciones
- Ciudad florida (cuatro flores). Thouars cuenta con 65 hectáreas de espacios verdes y con un equipo de 34 jardineros, así como con dos asociaciones que cuidan de la ciudad: Terra Botánica y los Jardines Familiares.
- Ciudad de país de arte e historia
- Mercados de Francia. Mercados los martes por la mañana y, el más importante, los viernes por la mañana.
- Teatro escénico convencional, patrocinado por el Ministerio de Cultura y Comunicación, el teatro de Thouars gestionado por la asociación s’il vous plaît, es el único de Deux-Sèvres que se beneficia de este reconocimiento nacional. Con una programación de gran calidad alcanza la cifra de 20.000 espectadores en cada representación.

## Deporte
Si el Touarsais ha sido reconocido por su gran tradición asociativa, el deporte es su máximo representante. Con más de una centena de clubs cuenta con más de 10 000 practicantes deportivos, es decir, uno de cada dos habitantes, con 6000 licencias. Por tanto, la comarca de los municipios del Thouarsais es, sin duda alguna, uno de los territorios más deportivos de Nueva Aquitania.

## Hermanamientos
- Diepholz, Alemania
- Hannut, Bélgica
- Helensbourg, Escocia
- Port-Gentil, Gabón